# Triose
Uma triose é um monossacarídeo contendo três átomos de carbono. Existem apenas duas trioses, uma aldotriose (gliceraldeído) e uma cetotriose (diidroxiacetona). As trioses são importantes na respiração. Nomeadamente, os ácidos láctico e pirúvico são derivados da aldotriose e cetotriose, respectivamente.
A nomenclatura de trioses, tetroses, pentoses e hexoses foi desenvolvida por Emil Fischer, a partir dos seus estudos de carboidratos iniciados em 1880. Fischer também endossou os termos aldose e cetose, propostos por Armstrong .
A D-aldotriose é o D-Gliceraldeído
A cetotriose é diidroxiacetona: